# هاينريش فينكه
هاينريش فينكه (بالألمانية: Heinrich Finke)‏ (و. 1855 – 1938 م) هو مؤرخ المسيحية، ومختص في الدراسات القروسطية ‏، وأستاذ جامعي ألماني، ولد في ريدة، كان عضوًا في أكاديمية هايدلبرغ للعلوم والعلوم الإنسانية (منذ 1910)، والأكاديمية البروسية للعلوم، والأكاديمية البافارية للعلوم والعلوم الإنسانية، توفي في فرايبورغ، عن عمر يناهز 83 عاماً.

## جوائز
حصل على جوائز منها:

الدكتوراة الفخرية من جامعة بلد الوليد